# Ačba
Ačba (abhaz. А́чба), Ančabadze (gruz. ანჩაბაძე) je Abhazijsko-gruzinska plemenitaška kuća, abhazijskog podrijetla.
Loza vuče korijenje od ranje srednjovjekovne dinastije Kraljevina Abhazije. Nakon raspada Kraljevine Gruzije u 15. stoljeću, Abhazija je došla pod utjecaj Osmanskog Carstva i islama, što je prisilili nekoliko članova ove obitelji na bijeg u istočna gruzijska ozemlja - Kartliju i Kahetiju. Formiraju se tri ogranka ove plemenitaške kuće: abhaška linija knezova Ačba, kartlijska linija Mačabeli i kahetijska Abhazi (Abhazišvili). Sva su ova tri ogranka kasnije integrirana u carska ruska kneževska plemstva: Mačabeli i Abhazi 1826./1850., a Ačba 1903. godine.
Potomci ovih obitelji i danas žive u Abhaziji i Tbilisiju i nose prezimena na temelju dva slova abhazijskog korijena ač (abhaz. А́ч - Ačba), odnosno tri slova gruzijskog korijena anč (gruz. ანჩ - Ančabadze).